# CST-100 Starliner
Boeing CST-100 Starliner (от англ. Crew Space Transportation) — американский многоразовый пилотируемый транспортный космический корабль, разрабатываемый с 2014 года компанией «Боинг» в рамках Программы развития коммерческих пилотируемых кораблей (Commercial Crew Transportation Capability, CCtCap), организованной и финансируемой НАСА.
Первый запуск корабля (частично успешный) состоялся 20 декабря 2019 года; повторный тестовый полёт без экипажа, после многочисленных переносов был произведён 19 мая 2022 года и прошел полностью успешно. Первый пилотируемый запуск состоялся 5 июня 2024 года.
Стыковка корабля с МКС может производиться к международному стыковочному адаптеру IDA-2 или IDA-3 системы стыковки NASA на модуле «Гармония».

## История
1 февраля 2010 года НАСА поддержала разработку космического аппарата Боинг, выделив компании грант в размере 18 млн долларов.
Первые изображения CST-100 были продемонстрированы публике на авиашоу в Фарнборо (Англия) в июле 2010 года. Тогда же предполагалось, что CST-100 может быть введён в эксплуатацию в 2014 году.
В августе 2011 года компания Боинг сообщила, что CST-100 впервые отправится в космос в 2015 году — как в беспилотном, так и в пилотируемом варианте. В мае 2014 года было заявлено о первом беспилотном испытательном запуске корабля в январе 2017 года; первый орбитальный полёт пилотируемого корабля с двумя астронавтами был запланирован на середину 2017 года.
16 сентября 2014 года Боинг стала одним из двух победителей конкурса в рамках подпрограммы CCtCap и получила контракт от НАСА на сумму 4,2 млрд долларов для завершения разработки корабля и его сертификации для полётов к МКС. По условиям контракта, кабина каждого корабля должна вмещать экипаж в составе не менее четырёх человек и 100 кг грузов. Кроме того, аппарат должен обладать возможностью оставаться пристыкованным к станции в течение 210 дней, чтобы обеспечивать доставку астронавтов и космонавтов обратно на Землю, а в случае необходимости — их экстренную эвакуацию. НАСА рассчитывает, что новые корабли позволят увеличить экипаж станции до семи человек, и благодаря этому научным исследованиям можно будет уделять гораздо больше времени.
В августе 2016 года началась сборка корабля. В октябре дату первого беспилотного запуска отложили на июнь 2018 года, пилотируемый сертификационный полёт — на август 2018 года. В октябре 2017 года первый беспилотный запуск в расписании перенесли на август 2018, первый пилотируемый — на ноябрь того же года.
На март 2018 года Боинг имел три капсулы Starliner (Starliner 1, 2 и 3) находящихся в процессе производства:
первый — тестовый модуль предназначен для испытаний и сертификации систем эвакуации экипажа;
второй будет использован в пилотируемом испытательном полёте, он полетит после третьего, который используется для беспилотного полёта. В апреле 2018 года из неофициальных источников в СМИ поступила информация, что первый беспилотный запуск корабля будет перенесён ещё на три месяца — на 27 ноября 2018 года.
В августе 2018 года НАСА опубликовало новые ориентировочные даты для тестовых полётов корабля: беспилотный запуск ожидался в конце 2018 или в начале 2019 года, пилотируемый — в середине 2019 года. В октябре 2018 года даты для тестовых полётов корабля были смещены соответственно на март и август 2019 года. В апреле 2019 года даты были изменены: беспилотный пуск — в августе 2019 года, а пилотируемый — в конце 2019 года. Эти сроки также не были соблюдены.
3 апреля 2019 года NASA утвердило продление второй, пилотируемой, испытательной миссии корабля Starliner. Миссия продлится несколько месяцев, а не дней, как планировалось изначально; конкретные сроки указаны не были. Продление мотивировано необходимостью обеспечения непрерывного пребывания американских астронавтов на борту МКС на случай задержек разработки и запусков коммерческих кораблей, в условиях завершения приобретения мест для астронавтов на российских кораблях «Союз». Экипажем миссии станут астронавты NASA Николь Манн и Майкл Финк, а также тестовый пилот компании Boeing и бывший астронавт Крис Фергюсон.

## Тестирование

### Стендовые испытания САС
В июле 2018 года появились данные об аномалии во время тестового прожига четырёх двигателей системы аварийного спасения, который проводился в июне перед испытаниями аварийного отделения корабля от ракеты-носителя на стартовой площадке. В Боинге подтвердили, что после завершения прожига и отключения двигателей 4 из 8 клапанов, контролирующих подачу компонентов топлива, застряли в открытом положении, что привело к утечке гидразина. Компанией было принято решение отложить испытания для расследования причин аномалии и принятия корректирующих действий.
23 мая 2019 на полигоне в Нью-Мексико были проведены успешные наземные огневые испытания двигателей корабля Starliner, включая двигатели CAC и маневровые двигатели служебного отсека в разных режимах. Клапаны двигателей, неполадки которых вызвали утечку топлива на предыдущем испытании были перепроектированы и заменены новыми.

### Pad Abort Test

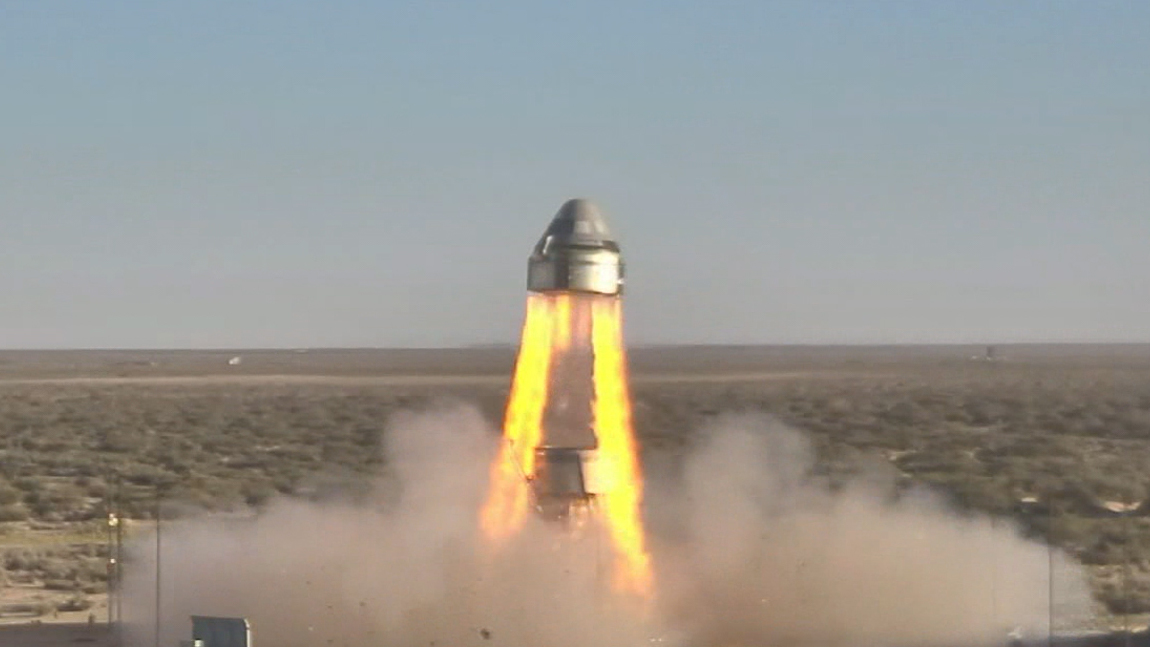
Взлёт корабля при испытании системы аварийного спасения

4 ноября 2019 года было выполнено полётное испытание системы аварийного спасения, которое имитировало работу системы в случае аварии ракеты-носителя на стартовой площадке. Корабль Starliner взлетел со стенда на стартовом комплексе LC-32 ракетного полигона Уайт-Сэндс в Нью-Мексико в 14:15 UTC. Четыре двигателя САС работали в течение 5 секунд, а отдельные маневровые двигатели в течение 10 секунд, разогнав корабль до скорости более 1000 км/ч. Капсула достигла намеченной высоты около 1350 м, затем последовательно отсоединились служебный отсек и тепловой щит, после чего были выпущены тормозные, вытяжные и основные парашюты. Несмотря на то, что раскрылись только два основных парашюта из трёх, капсула мягко приземлилась на надувные подушки через 78 секунд после старта. По словам представителей NASA и Boeing, капсула спроектирована таким образом, чтобы успешно приземлиться в случае отказа одного из основных парашютов. Испытания признаны успешными, поскольку приземление соответствовало приемлемым параметрам безопасности экипажа.
7 ноября компания Boeing сообщила, что причиной нераскрытия стала неправильная установка штыря, который соединял основной парашют с вытяжным парашютом. При просмотре фотографий, выполненных при укладке парашютов в соответствующие отсеки было обнаружено, что соединяющий парашюты штифт не был установлен корректно. По словам представителя компании, для исключения повторения проблемы потребуется только незначительные изменение в процедуре укладки.

### Беспилотный запуск и возникшие проблемы

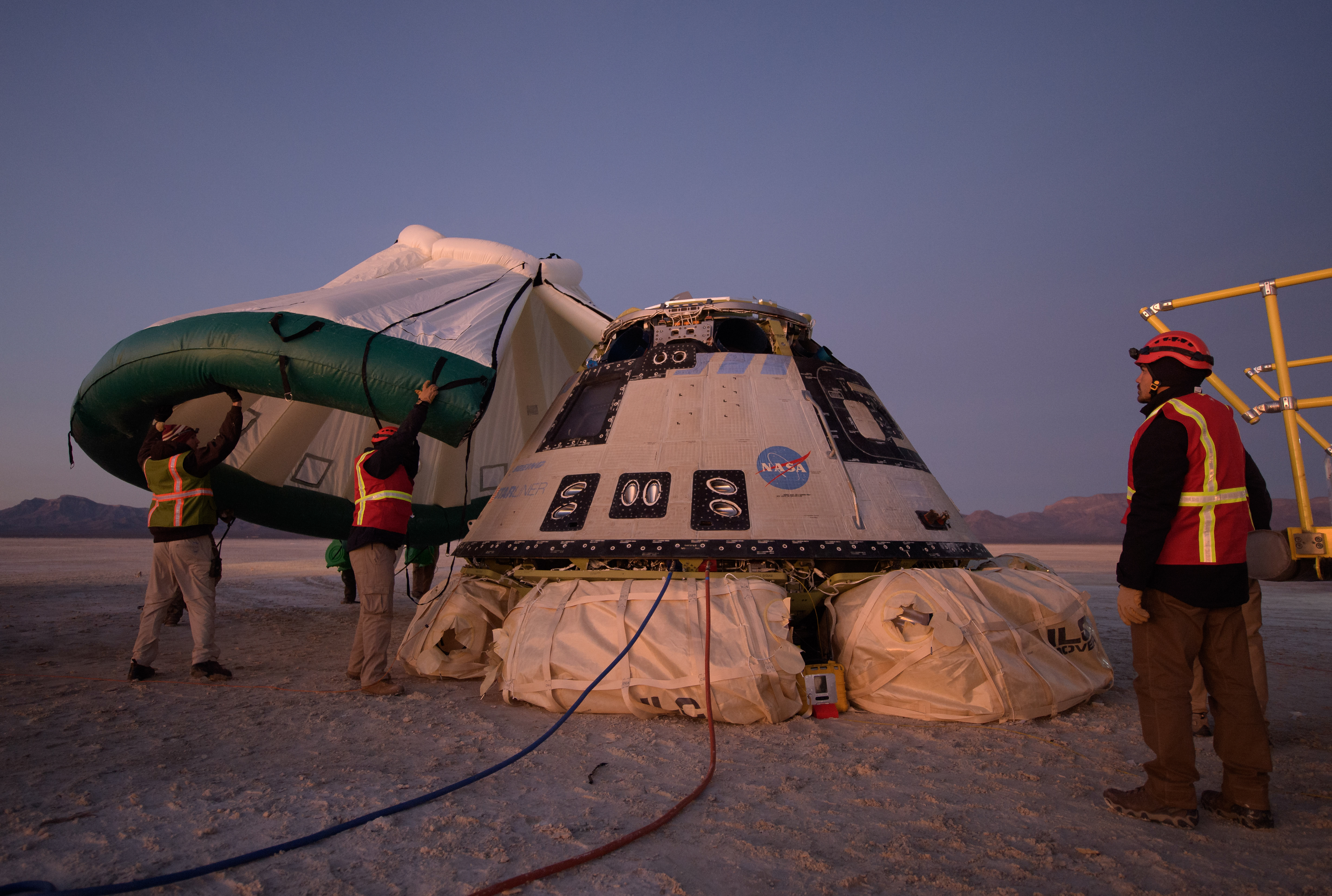
Спускаемый аппарат после успешной посадки, которой завершился беспилотный полёт

Запуск корабля к МКС в беспилотном варианте был произведён 20 декабря 2019 года с авиабазы на мысе Канаверал (штат Флорида) с помощью ракеты-носителя Atlas V с российским двигателем РД-180 на первой ступени.
После того, как CST-100 успешно отделился от ракеты-носителя, произошёл непредвиденный сбой в системе расчёта полётного времени корабля. В результате этого сбоя было израсходовано много топлива, нужного для планировавшейся на следующий день стыковки с МКС. Кроме того, произошло непредвиденное временное прерывание сеанса связи с кораблём из-за которого был пропущен момент включения двигателей для выхода на орбиту сближения с МКС. В НАСА полагают, что сеансу связи помешали коммуникационные спутники TDRSS, в зазоре между полями покрытия которых в этот момент находился Starliner. В итоге было принято решение отменить стыковку корабля с МКС и попытаться вывести корабль Starliner на орбиту, которая позволит ему вернуться на Землю в течение 48 часов. Позднее двигатели корабля всё же включились и подняли перигей орбиты до 187 км. Несмотря на неудачную попытку стыковки корабля с МКС, специалистам NASA и Boeing удалось за время нахождения корабля на орбите провести множество запланированных испытаний.
22 декабря в 12:58 UTC Starliner совершил успешную посадку на полигоне Уайт-Сэндс в штате Нью-Мексико. Посадка прошла в штатном режиме при помощи трёх парашютов. Использованный в этом полёте корабль планируется доставить в штат Флорида, где он пройдёт подготовку для повторного использования.
Специалисты NASA, расследующие причины неполадок при пуске корабля Starliner, обнаружили серьёзные ошибки в ПО корабля, разработанного компанией Boeing.

### Второй орбитальный испытательный полёт
6 апреля 2020 года представители Boeing сообщили о неполадках с программным обеспечением и других, что выявлены в первом лётном испытании. И требуется второе лётное испытание без людей, за счёт Boeing. В The Washington Post сообщили слухи, что это произойдёт «приблизительно в октябре или ноябре 2020 года». В начале 2020 года компания Boeing сообщила своим вкладчикам, что $410 млн из своей прибыли покроют затраты на дополнительное испытание. 25 августа 2020 года в Boeing сообщили, что этот полёт подготовит полёт испытателей фирмы Boeing на Starliner в середине 2021 года.
Но 10 ноября 2020 года руководитель программы коммерческих экипажей NASA Стив Стич заявил, что полёт отложен из-за продолжения доработок и испытания программного обеспечения до марта 2021 года, а с испытателями — до лета 2021 года. Дата запуска космического аппарата ещё не раз откладывалась вплоть до весны 2022 года.
Началось испытание 19 мая 2022 года в 22:54 UTC. 21 мая корабль состыковался к МКС с 200 кг грузов. Корабль успешно отстыковался 25 мая в 18:36 UTC, через четверо суток, и приземлился через 4 часа.

### Первый пилотируемый полёт
Первый пилотируемый испытательный полёт к МКС первоначально планировался на 2020 год, но долгое время откладывался.
После нескольких переносов, запуск намечали на май 2024 года. Однако 6 мая, за два часа до запланированного запуска, NASA объявило об отмене миссии из-за технических проблем. Позже, 8 мая, в NASA сообщили, что запуск состоится не ранее 17 мая. На 8 мая 2024 года запуск планировалось осуществить 17 мая 2024 года в 22:16 UTC.
И наконец, 5 июня 2024 года в 14:52 UTC первый пилотируемый запуск состоялся с космодрома на мысе Канаверал. Экипаж состоит из астронавтов NASA Барри Уилмора и Суниты Уильямс, продолжительность полёта планировалась десятидневная, но затем дата возвращения была перенесена на 22 июня.
25 июля 2024 года сообщили, что в Boeing сумели воспроизвести и исследовать в срочных наземных испытаниях причины снижения тяги двигателей управления фирмы Aerojet, но астронавты испытатели остаются на МКС уже более 50 дней, а дата возвращения пока не назначена. Расчётная продолжительность полёта корабля до 90 суток.

## Конструкция
Спускаемый аппарат CST-100 («100» в названии корабля означает высоту 100 км, см. Линия Кармана) будет больше, чем командный модуль Apollo, однако меньше спускаемого аппарата Orion.
CST-100 разработан для совершения относительно недолгих путешествий.
Аппарат в перспективе будет использоваться для доставки грузов и экипажа. CST-100 сможет перевозить команду из 7 человек. Предполагается, что аппарат будет доставлять экипаж на Международную космическую станцию и орбитальный комплекс Бигелоу (Bigelow Aerospace Orbital Space Complex). Срок в состыкованном состоянии с МКС — до 6 месяцев.
Головной обтекатель (небольшой обтекатель на стыковочном узле) CST-100 будет использоваться для увеличения обтекаемости капсулы воздухом, а после выхода из атмосферы будет выполнено его отделение. Позади панели обтекателя находится стыковочный узел для стыковки с МКС и, предположительно, другими орбитальными станциями. Для управления аппаратом предназначены 3 пары двигателей: два по бокам для маневрирования, два основных, создающих основную тягу, и два дополнительных. Капсула снабжена двумя иллюминаторами: спереди и сбоку. CST-100 состоит из двух модулей: приборно-агрегатного отсека и спускаемого аппарата. Последний предназначен для обеспечения нормального существования астронавтов на борту аппарата и хранения грузов, а первый включает в себя все необходимые системы управления полётом и будет отделён от спускаемого аппарата перед входом в атмосферу.
Одна из особенностей CST-100 — дополнительные возможности орбитального маневрирования: если топливо в системе, разделяющей капсулу и ракету-носитель, не использовано (в случае неудачного старта), оно может потом расходоваться на орбите.
Запуск CST-100 компания Boeing будет производить с помощью ракеты-носителя «Атлас-5» в новом варианте N22 со стартовой площадки SLC-41 базы ВВС США на мысе Канаверал.

### Система посадки
Для входа в атмосферу в корабле используется одноразовая теплозащита, спуск выполняется на парашютах. В отличие от аналогов, которые выполняют посадку в океан, Starliner садится на землю. Для смягчения удара в момент касания с землёй, он оснащается системой надувных подушек.

### Энергоснабжение
У CST-100 солнечные батареи расположены на задней стенке служебного модуля. Батареи состоят из трёх полос фотоэлектрических преобразователей, повёрнутых под разными углами для более эффективного захвата солнечного света. Батареи способны выдавать полезную мощность в 2,9 кВт.
Когда Starliner будет пристыкован к МКС, он сможет получать электропитание с МКС. Для этого на корабль установлен облегчённый вариант российского блока преобразования питания, который используется на МКС с 2000 годов. Блок поставляется Воронежским предприятием «ЗАО Орбита».

## Список полётов
| № | Название миссии | Дата, время (UTC)      | Дата, время (UTC)  | Дата, время (UTC)                     | Дата, время (UTC)         | Экипаж | Экипаж | Результат       |
| --- | --- | ---------------------- | ------------------ | ------------------------------------- | ------------------------- | ------ | ------ | --------------- |
| № | Название миссии | запуска                | стыковки с МКС     | время в состыкованном с МКС состоянии | приземления               | на МКС | с МКС  | Результат       |
| 1 | Boe-OFT (Orbital Flight Test) | 20 декабря 2019, 11:36 | стыковка отменена  | стыковка отменена                     | 22 декабря 2019, 12:58    | —      | —      | Частичный успех |
| 1 | Первый испытательный полёт к МКС (без экипажа). Из-за сбоя таймера полётного времени после отделения от ракеты-носителя корабль израсходовал слишком много топлива для коррекции своего расположения, исключив тем самым возможность произвести сближение и стыковку со станцией. Однако Starliner совершил успешную посадку на полигоне в Нью-Мексико спустя 2 дня после запуска. |                        |                    |                                       |                           |        |        | Частичный успех |
| 2 | Boe-OFT-2 | 19 мая 2022, 22:54     | 21 мая 2022, 00:28 | 4 дня 18 часов 8 минут                | 25 мая 2022, 18:36        | —      | —      | Успех           |
| 2 | Повторный испытательный полёт к МКС без экипажа. |                        |                    |                                       |                           |        |        | Успех           |
| 3 | Boe-CFT (Crew Flight Test) Calypso | 5 июня 2024, 14:52     | 6 июня 2024, 17:34 | 92 дня 4 часа 30 минут                | 7 сентября 2024, 04:01:35 | 2      | —      | Частичный успех |
| 3 | Третий испытательный полёт Starliner, и первый пилотируемый с астронавтами Барри Уилмором и Сунитой Уильямс на борту. Астронавты застряли на МКС из-за поломки корабля, их возвращение запланировано на корабле Crew Dragon вместе с миссией SpaceX Crew-9 в феврале 2025 года. Корабль Starliner вернулся на Землю без экипажа 7 сентября 2024 года в 04:01 UTC.                  |                        |                    |                                       |                           |        |        | Частичный успех |
| Планируемые полёты | |                        |                    |                                       |                           |        |        |                 |
| | Starliner-1 | 2025                   |                    |                                       |                           | 4      | 4      |                 |
| Первый штатный полёт к МКС с экипажем из 4 человек. В дальнейшем Джош Кассада был выведен из состава экипажа Starliner, и вошел в состав миссии SpaceX Crew-5 на космическом корабле Dragon V2, а Сунита Уильямс вошла в состав миссии Boe-CFT. 30 сентября 2022 года Скотт Тингл был назначен командиром, а Майкл Финк — пилотом. | |                        |                    |                                       |                           |        |        |                 |
| | Starliner-2 |                        |                    |                                       |                           | 4      | 4      |                 |
| Второй штатный полёт к МКС Starliner (В дополнение к летным испытаниям без экипажа и с экипажем, НАСА заказало у Boeing всего шесть полноценных миссий с ротацией экипажа на Международную космическую станцию). | |                        |                    |                                       |                           |        |        |                 |

## Аналогичные разработки
- Orion (NASA, США)
- Dragon V2 (SpaceX, США)
- Dream Chaser (Sierra Nevada Corporation, США)
- Орёл (Энергия, Россия)

## Сравнение с аналогичными проектами
| Сравнение характеристик некоторых пилотируемых космических кораблей | Сравнение характеристик некоторых пилотируемых космических кораблей                             | Сравнение характеристик некоторых пилотируемых космических кораблей | Сравнение характеристик некоторых пилотируемых космических кораблей                                     | Сравнение характеристик некоторых пилотируемых космических кораблей | Сравнение характеристик некоторых пилотируемых космических кораблей | Сравнение характеристик некоторых пилотируемых космических кораблей | Сравнение характеристик некоторых пилотируемых космических кораблей |
| Название                                                            | Орёл                                                                                            | Орион                                                               | Crew Dragon                                                                                             | CST-100 Starliner                                                   | Мэнчжоу                                                             | Гаганьян                                                            | Starship                                                            |
| ------------------------------------------------------------------- | ----------------------------------------------------------------------------------------------- | ------------------------------------------------------------------- | --- | ------------------------------------------------------------------- | ------------------------------------------------------------------- | ------------------------------------------------------------------- | ------------------------------------------------------------------- |
| Разработчик                                                         | РКК «Энергия»                                                                                   | Lockheed Martin                                                     | SpaceX                                                                                                  | Boeing                                                              | CAST                                                                | ISRO                                                                | SpaceX                                                              |
| Внешний вид                                                         |                                                                                                 |                                                                     | SpaceX Dragon v2 (Crew) artist depiction (16787988882)                                                  |                                                                     |                                                                     |                                                                     |                                                                     |
| Назначение                                                          | - к ОС на НОО (МКС, НОКС) - грузовая модификация к ОС на НОО - к Луне, - к астероидам - к Марсу | - к Луне, Gateway - к Марсу - к МКС - к астероиду                   | - к ОС на НОО (МКС) - грузовая модификация к ОС на НОО - автономно на НОО - к Луне (без посадки) (2018) | - к ОС на НОО (МКС)                                                 | - к ОС на НОО - грузовая модификация к ОС на НОО - к Луне           | НОО                                                                 | - к ОС на НОО - к Луне, Gateway - к Марсу                           |
| При полёте на НОО                                                   |                                                                                                 |                                                                     | |                                                                     |                                                                     |                                                                     |                                                                     |
| Год первого орбитального беспилотного запуска                       | 2028 (Ангара-А5)                                                                                | 2014 (Delta IV Heavy)                                               | 2019 (Falcon 9)                                                                                         | 2019 (Атлас-5)                                                      | 2020 (LM-5B)                                                        | 2024 (LVM-3)                                                        | 2024                                                                |
| Год первого пилотируемого полёта                                    | 2029 (Ангара-А5М(П))                                                                            | —                                                                   | 2020 | 2024                                                                |                                                                     | 2026                                                                |                                                                     |
| Экипаж, чел.                                                        | 4                                                                                               | —                                                                   | 4 | по контракту с НАСА — 4, максимальная — 7                           | до 6—7                                                              | 3                                                                   | до 100                                                              |
| Стартовая масса, т                                                  | 14,4                                                                                            | —                                                                   | 12 | 14                                                                  | 21,6                                                                |                                                                     | 1320 (4800 включая первую ступень)                                  |
| Масса полезного груза в пилотируемом полёте, т                      | 0,5                                                                                             | —                                                                   | | 0,1                                                                 |                                                                     |                                                                     |                                                                     |
| Масса полезного груза грузовой версии, т                            | 2                                                                                               | —                                                                   | 6 | 0,27                                                                |                                                                     |                                                                     | от 100 до 150 (запуск с возвращением) до 250 (расходуемый запуск)   |
| Продолжительность полёта в составе станции                          | До 365 дней (НОО)                                                                               | —                                                                   | До 720 дней                                                                                             | До 210 дней                                                         |                                                                     |                                                                     |                                                                     |
| Продолжительность автономного полёта                                | До 30 дней                                                                                      |                                                                     | До 1 недели                                                                                             | До 60 часов                                                         |                                                                     | 7                                                                   |                                                                     |
| Ракета-носитель                                                     | - Иртыш (Союз-5) - Ангара-А5М(П) - Ангара-А5B                                                   | - Delta IV Heavy                                                    | - Falcon 9                                                                                              | - Атлас-5 - Vulcan                                                  | LM-5B или LM-7                                                      | LVM-3                                                               | Starship                                                            |
| При полёте к Луне                                                   |                                                                                                 |                                                                     | |                                                                     |                                                                     |                                                                     |                                                                     |
| Год первого орбитального беспилотного запуска                       | 2030 (Енисей)                                                                                   | 2022 (SLS)                                                          | — | —                                                                   |                                                                     | —                                                                   | 2025                                                                |
| Год первого пилотируемого полёта                                    | 2031 (Енисей)                                                                                   | 2025 (SLS)                                                          | 2018 | —                                                                   | 2028                                                                | —                                                                   | 2026                                                                |
| Экипаж, чел                                                         | 4                                                                                               | 4                                                                   | 2 | —                                                                   | 3—4                                                                 | —                                                                   | до 100                                                              |
| Стартовая масса, т                                                  | 20,0                                                                                            | 26                                                                  | |                                                                     |                                                                     |                                                                     | 1320 (4800 включая первую ступень)                                  |
| Масса полезного груза в пилотируемом полёте, т                      | 0,1                                                                                             | 0,38                                                                | |                                                                     |                                                                     |                                                                     |                                                                     |
| Продолжительность полёта в составе станции                          | До 180 дней                                                                                     |                                                                     | |                                                                     |                                                                     |                                                                     |                                                                     |
| Продолжительность автономного полёта                                | До 30 дней                                                                                      | До 21 дня                                                           | |                                                                     |                                                                     |                                                                     |                                                                     |
| Ракета-носитель                                                     | - Енисей - Ангара-А5B                                                                           | SLS                                                                 | Falcon Heavy                                                                                            |                                                                     | LM-10                                                               |                                                                     | Starship                                                            |